# Camilla Andersen
Camilla Røseler Andersen (ur. 5 lipca 1973 w Gentofte) – duńska piłkarka ręczna, wielokrotna reprezentantka kraju. Występowała na pozycji rozgrywającej.
Wraz z reprezentacją Danii dwukrotnie zdobyła złoty medal olimpijski: w 1996 roku w Atlancie, w 2000 w Sydney. Karierę zawodniczą zakończyła w 2005 roku.
W reprezentacji Danii wystąpiła 194 razy, strzeliła 846 bramek.

## Sukcesy

### reprezentacyjne

#### Igrzyska Olimpijskie
- (1996, 2000)

#### Mistrzostwa Świata
- (1997)
- (1993)
- (1995)

#### Mistrzostwa Europy
- (1994, 1996)
- (1998)

### Klubowe

#### Mistrzostwa Danii
- (1997, 2002)

#### Mistrzostwo Norwegii
- (1997)

#### Puchar Norwegii
- (1996)

#### Puchar Danii
- (2003)

#### Liga Mistrzyń
- (2003)

#### Puchar EHF
- (1999, 2004)

## Nagrody indywidualne
- 1994: MVP Mistrzostw Europy
- 1995: Najlepsza zawodniczka sezonu w niemieckiej Bundeslidze
- 1997: Najlepsza środkowa rozgrywająca Mistrzostw Świata
- 1998: Najlepsza środkowa rozgrywająca Mistrzostw Europy
- 2002, 2004: Najlepsza zawodniczka roku w Danii

## Życie prywatne
Jej rodzice: Gert Andersen i Toni Røseler Andersen oraz Charlotte Andersen (siostra bliźniaczka Camilli) również uprawiali piłkę ręczną.
W latach 2000–2003 Camilla żyła w homoseksualnym związku małżeńskim z norweską piłkarką ręczną Mią Hundvin. Była związana również z Anją Andersen – duńską piłkarką ręczną.